# Strumigenys panamensis
Strumigenys panamensis is een mierensoort uit de onderfamilie van de Myrmicinae. De wetenschappelijke naam van de soort is voor het eerst geldig gepubliceerd in 2006 door Sosa-Calvo, Shattuck & Schultz.